# حمض الساليسليك (الاستخدام الطبي)
حمض الساليسليك كدواء يستخدم لتسهيل إزالة الطبقة الخارجية من الجلد. بالتالي هو يستخدم لازالة الثواليل والتصلبات والصدفية وقشرة الرأس وحب الشباب والسعفة أو السُماك. للحالات الأخرى غير الثواليل، يستخدم إلى جانب أدوية أخرى. يتم وضعه على المنطقة المصابة.
الآثار الجانبية تتضمن تهيج الجلد، والتسمم بالساليسليت. التسمم بالساليسليت يميل للحدوث فقط في حال تم التطبيق على منطقة كبيرة وفي الأطفال. لذا لا ينصح بإستخدامه للأطفال دون العامين. ويتواجد هذا الدواء بجرعات مختلفة.
تم استخدام حمض الساليسليك منذ زمن أبو قراط. يندرج هذا الدواء على قائمة الادوية الاساسية لدى منظمة الصحة العالمية، وأيضاٌ أكثر الأدوية فعالية واماناً يتم استخدامها للعلاج. في المملكة المتحدة 10 مل من تركيبة سائلة تحتوى على 17 % من هذا الدواء تكلف هيئة الخدمات الصحية الوطنية ما يقارب 1.71 باوند. يتوافر أيضا كمزيج مع قطران الفحم، أكسيد الزنك، أو حمض البنزويك.

## الاستخدام الطبي
حمض الساليسليك كدواء يستخدم لتسهيل إزالة الطبقة الخارجية من الجلد. بالتالي هو يستخدم لازالة الثواليل، التصلبات، الصدفية، قشرة الرأس، حب الشباب، السعفة، السُماك.
بسبب تأثيره على خلايا الجلد، حمض الساليسليك يستخدم في بعض أنواع الشامبو لعلاج قشرة الرأس.
في الطب الحديث، حمض الساليسليك ومشتقاته هو مكون في بعض المنتجات التي تسبب احمرار الجلد.

## الآثار الجانبية
محاليل حمض الساليسليك المركزة يمكن أن تسبب فرط تصبغ لدى بعض الناس اصحاب البشرة الغامقة (Fitzpatrick phototypes IV, V, VI)، في حال لم يتم استخدام واقي الشمس.

## آلية عمل الدواء
حمض الساليسليك يعمل من خلال ازالة الطبقات القرنية، الزيوان، والبكتيريا، مما يجعل عملية التخلص من خلايا البشرة أسرع، ويعمل على فتح المسامات المغلقة ومعادلة حموضة البكتيريا الموجودة فيها، مما يمنع انسداد المسامات مرة أخرى وبالتالي السماح للخلايا بالتجدد.

## تاريخ الدواء
تاريخيا يعرف حمض الساليسلك بقدرته على علاج وجع الرأس  والالام وتخفيف الحمى. هذه الخصائص الطبية، وبالتحديد مقدرته على علاج الحمى، تم اكتشافها في العصور القديمة. وكما يستخدم كدواء مضاد للألتهاب.